# Porophyllum punctatum
Porophyllum punctatum là một loài thực vật có hoa trong họ Cúc. Loài này được (Mill.) S.F.Blake miêu tả khoa học đầu tiên năm 1917.